# 洪其道
洪其道（？—？），字心源，號魯齋，河南汝寧府光州商城縣人，明朝政治人物。

## 生平
性端方，為文非六經語不道。萬曆十年（1582年）壬午科河南鄉試舉人，十四年（1586年）丙戌科會試中第，未殿試，十七年（1589年）己丑科進士。都察院觀政，十月授黃陂縣知縣，二十年正月調雒南縣知縣，平赋税，捐羡馀，政绩大著。尤好推奖髦俊，三年以异等内召，拟擢谏垣，因忤时宰意，二十四年授吏部主事，改刑部主事，二十六年丁憂歸。起升南京户部员外郎，未几拂袖归里，衣食朴遬如农家。设家塾，教授生徒。年七十二卒，祀乡贤。

## 家族
曾祖洪锐。祖父洪沔。父洪希俊。
子洪胤衡，萬曆四十四年進士。從子洪胤嵩，萬曆四十三年解元，順治六年進士。一時庠俊多出其門。